# Comuncito
Comuncito är en ort i Mexiko.   Den ligger i kommunen San Pedro Mixtepec -Dto. 22 - och delstaten Oaxaca, i den sydöstra delen av landet, 400 km sydost om huvudstaden Mexico City. Comuncito ligger 313 meter över havet och antalet invånare är 132.
Terrängen runt Comuncito är kuperad, och sluttar söderut. Runt Comuncito är det ganska glesbefolkat, med 43 invånare per kvadratkilometer. Närmaste större samhälle är Puerto Escondido, 12,5 km söder om Comuncito. I omgivningarna runt Comuncito växer i huvudsak lövfällande lövskog.